# Kingersheim
Cet article possède un paronyme, voir Ingersheim.
Kingersheim (prononcé [kiŋ(ɡ)əʁsaim]  ; Kìngerscha en alsacien) est une commune française située dans la circonscription administrative du Haut-Rhin et, depuis le 1er janvier 2021, dans le territoire de la Collectivité européenne d'Alsace, en région Grand Est. Kingersheim est actuellement la huitième commune du Haut-Rhin, dans la banlieue de Mulhouse. Le tissu urbain est essentiellement résidentiel mais comporte également une zone commerciale importante qui se poursuit vers Wittenheim. La commune est membre de Mulhouse Alsace Agglomération et fait partie des 20 communes de l'agglomération mulhousienne ayant l'obligation de mettre en place une ZFE-m avant le 31 décembre 2024. 

## Géographie
Située dans la plaine d'Alsace, la commune de Kingersheim ne présente quasiment pas de relief.
Elle connaît un fort accroissement de sa population depuis les années 1970, dû à sa situation dans l'unité urbaine de Mulhouse. Ces dernières années, l'urbanisation se densifie avec notamment plusieurs pôles de constructions d'habitats de types individuels ou HLM, ou le projet de construction d'un quartier éco-durable à la place de la friche AMECO. À l'issue de ces différents projets, la population de Kingersheim pourrait atteindre 15 000 habitants.
Passage obligé entre le nord de l'agglomération mulhousienne, notamment la commune peuplée de Wittenheim, et la ville-centre, Kingersheim subit des transits automobiles importants notamment au niveau du Kaligone (2e zone commerciale d'Alsace).

### Communes limitrophes
| Bois du Nonnenbruch | Wittenheim                        |         |
| Richwiller          | Kingersheim                       | Illzach |
| Pfastatt            | Mulhouse quartier de Bourtzwiller | Illzach |

### Hydrographie

#### Réseau hydrographique
La commune est dans le bassin versant du Rhin au sein du bassin Rhin-Meuse. Elle est drainée par le Dollerbaechlein,.
Le Dollerbaechlein, d'une longueur de 18 km, prend sa source dans la commune de Reiningue et se jette  dans l'Ill à Ensisheim, après avoir traversé neuf communes. 

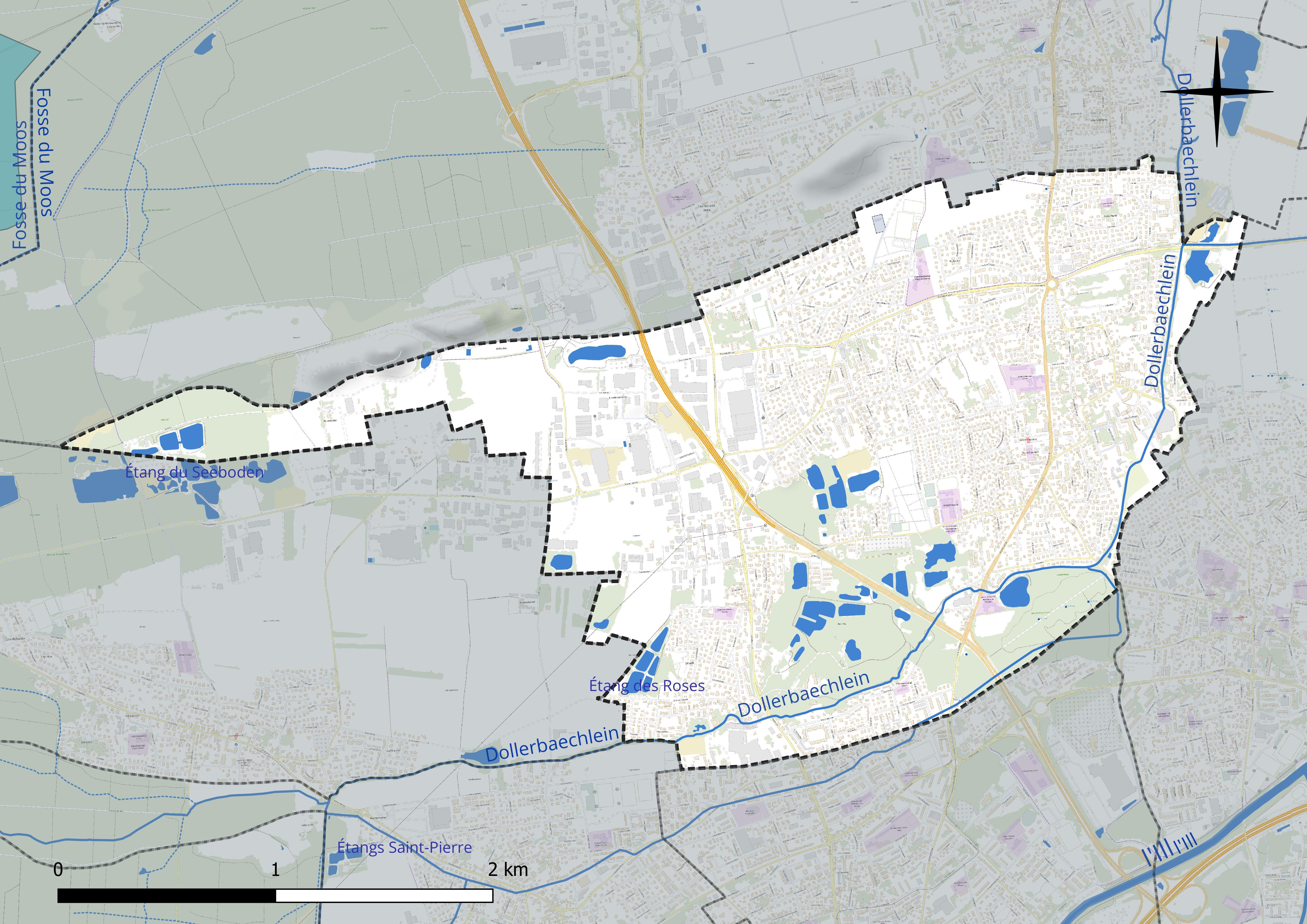
Réseau hydrographique de Kingersheim.

Deux plans d'eau complètent le réseau hydrographique : l'étang des Roses (0,3 ha) et l'étang du Seeboden, d'une superficie totale de 0,9 ha (0 ha sur la commune),.

#### Gestion et qualité des eaux
Le territoire communal est couvert par le schéma d'aménagement et de gestion des eaux (SAGE) « Ill Nappe Rhin ». Ce document de planification concerne la nappe phréatique rhénane, les cours d'eau de la plaine d'Alsace et du piémont oriental du Sundgau, les canaux situés entre l'Ill et le Rhin et les zones humides de la plaine d'Alsace. Le périmètre s’étend sur 3 596 km2. Il a été approuvé le 17 janvier 2005. La structure porteuse de l'élaboration et de la mise en œuvre est la région Grand Est. 
La qualité des cours d’eau peut être consultée sur un site dédié géré par les agences de l’eau et l’Agence française pour la biodiversité. 

### Climat
Pour des articles plus généraux, voir Climat du Grand Est et Climat du Haut-Rhin.
En 2010, le climat de la commune est de type climat des marges montargnardes, selon une étude du Centre national de la recherche scientifique s'appuyant sur une série de données couvrant la période 1971-2000. En 2020, Météo-France publie une typologie des climats de la France métropolitaine dans laquelle la commune est exposée à un climat semi-continental et est dans une zone de transition entre les régions climatiques « Vosges » et « Alsace ». 
Pour la période 1971-2000, la température annuelle moyenne est de 10,5 °C, avec une amplitude thermique annuelle de 17,9 °C. Le cumul annuel moyen de précipitations est de 647 mm, avec 8,4 jours de précipitations en janvier et 9,3 jours en juillet. Pour la période 1991-2020, la température moyenne annuelle observée sur la station météorologique de Météo-France la plus proche, « Mulhouse », sur la commune de Mulhouse à 5 km à vol d'oiseau, est de 11,1 °C et le cumul annuel moyen de précipitations est de 747,6 mm. 
La température maximale relevée sur cette station est de 39,4 °C, atteinte le 13 août 2003 ; la température minimale est de −21,5 °C, atteinte le 10 février 1956,,. 
| Mois                                  | jan.             | fév.             | mars             | avril           | mai             | juin          | jui.            | août          | sep.            | oct.            | nov.           | déc.            | année      |
| ------------------------------------- | ---------------- | ---------------- | ---------------- | --------------- | --------------- | ------------- | --------------- | ------------- | --------------- | --------------- | -------------- | --------------- | ---------- |
| Température minimale moyenne (°C)     | −0,6             | −0,5             | 1,9              | 4,7             | 8,9             | 12,4          | 14,1            | 13,8          | 10,2            | 6,7             | 2,7            | 0,3             | 6,2        |
| Température moyenne (°C)              | 2,3              | 3,4              | 7                | 10,6            | 14,7            | 18,4          | 20,3            | 20            | 15,9            | 11,3            | 6,2            | 3,2             | 11,1       |
| Température maximale moyenne (°C)     | 5,3              | 7,4              | 12               | 16,5            | 20,5            | 24,3          | 26,4            | 26,3          | 21,5            | 15,9            | 9,6            | 6               | 16         |
| Record de froid (°C) date du record   | −20,2 13.01.1968 | −21,5 10.02.1956 | −17,2 04.03.1965 | −6,3 07.04.1956 | −3,1 01.05.1962 | 0,9 03.06.06  | 4,3 02.07.1960  | 4 30.08.1998  | −0,6 24.09.1964 | −6,7 31.10.1997 | −13,4 30.11.10 | −19 20.12.1981  | −21,5 1956 |
| Record de chaleur (°C) date du record | 18,3 10.01.1991  | 21,9 24.02.1990  | 26,5 31.03.21    | 30 22.04.1968   | 33,3 25.05.09   | 37,6 09.06.14 | 38,9 31.07.1983 | 39,4 13.08.03 | 34,1 11.09.23   | 29,7 13.10.23   | 24,3 07.11.15  | 19,9 16.12.1989 | 39,4 2003  |
| Précipitations (mm)                   | 57,9             | 49,2             | 49,9             | 49,9            | 78,2            | 67,8          | 63              | 67,1          | 61,1            | 69,7            | 58,7           | 75,1            | 747,6      |

| Diagramme climatique                                  |             |           |             |             |              |            |              |              |             |            |          |
| J                                                     | F           | M         | A           | M           | J            | J          | A            | S            | O           | N          | D        |
| 5,3−0,657,9                                           | 7,4−0,549,2 | 121,949,9 | 16,54,749,9 | 20,58,978,2 | 24,312,467,8 | 26,414,163 | 26,313,867,1 | 21,510,261,1 | 15,96,769,7 | 9,62,758,7 | 60,375,1 |
| Moyennes : • Temp. maxi et mini °C • Précipitation mm |             |           |             |             |              |            |              |              |             |            |          |

Les paramètres climatiques de la commune ont été estimés pour le milieu du siècle (2041-2070) selon différents scénarios d'émission de gaz à effet de serre à partir des nouvelles projections climatiques de référence DRIAS-2020. Ils sont consultables sur un site dédié publié par Météo-France en novembre 2022.

## Urbanisme

### Typologie
Au 1er janvier 2024, Kingersheim est catégorisée grand centre urbain, selon la nouvelle grille communale de densité à sept niveaux définie par l'Insee en 2022.
Elle appartient à l'unité urbaine de Mulhouse, une agglomération intra-départementale regroupant 20  communes, dont elle est une commune de la banlieue,,. Par ailleurs la commune fait partie de l'aire d'attraction de Mulhouse, dont elle est une commune du pôle principal,. Cette aire, qui regroupe 132 communes, est catégorisée dans les aires de 200 000 à moins de 700 000 habitants,.

### Occupation des sols
L'occupation des sols de la commune, telle qu'elle ressort de la base de données européenne d’occupation biophysique des sols Corine Land Cover (CLC), est marquée par l'importance des territoires artificialisés (86,4 % en 2018), en augmentation par rapport à 1990 (70,8 %). La répartition détaillée en 2018 est la suivante : 
zones urbanisées (55,5 %), zones industrielles ou commerciales et réseaux de communication (19,1 %), espaces verts artificialisés, non agricoles (9,2 %), forêts (7,7 %), terres arables (5,9 %), mines, décharges et chantiers (2,5 %). L'évolution de l’occupation des sols de la commune et de ses infrastructures peut être observée sur les différentes représentations cartographiques du territoire : la carte de Cassini (XVIIIe siècle), la carte d'état-major (1820-1866) et les cartes ou photos aériennes de l'IGN pour la période actuelle (1950 à aujourd'hui).

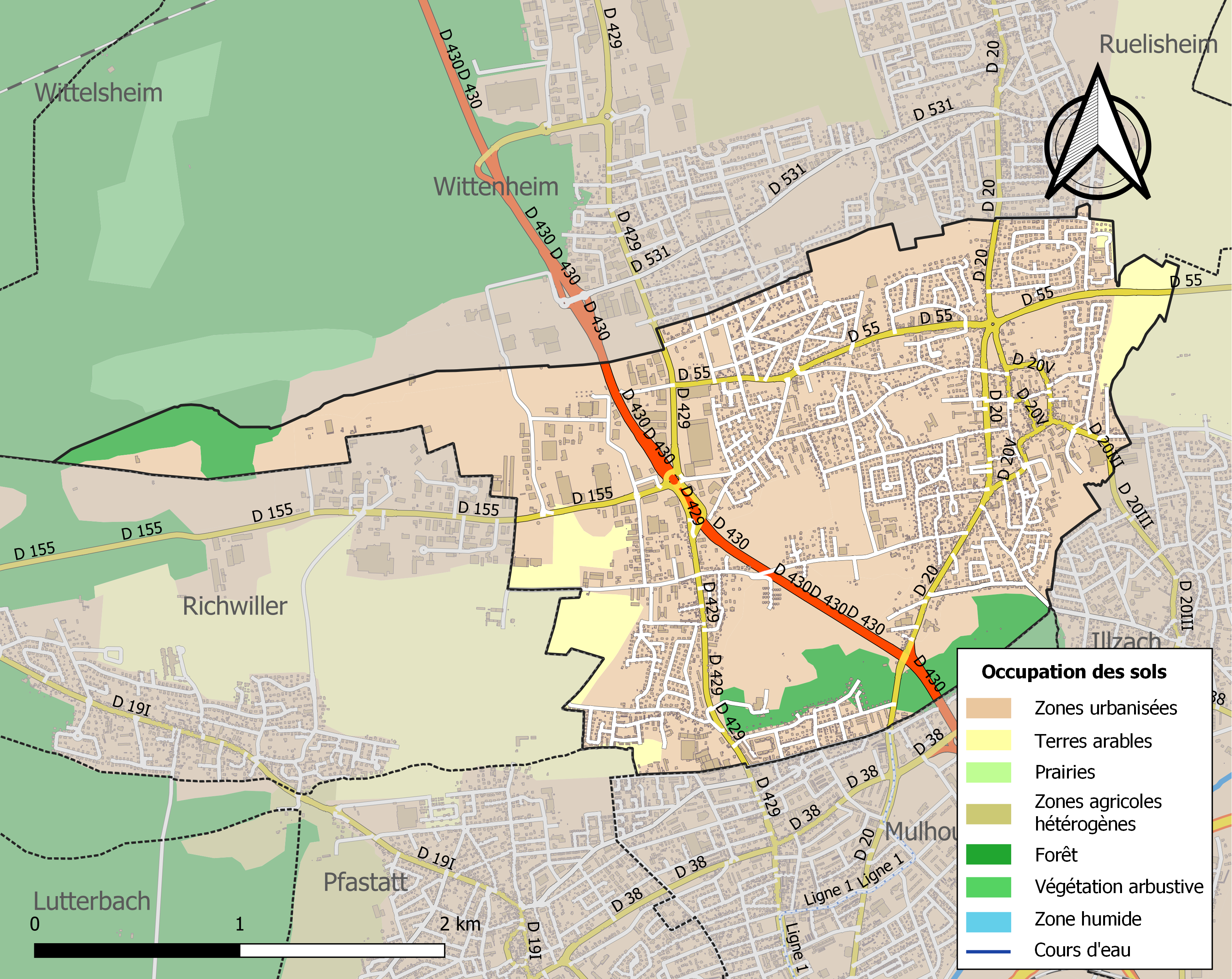
Carte des infrastructures et de l'occupation des sols de la commune en 2018 (CLC).

### Lotissements / Quartiers / Zones
- Béarn
- Centre historique (Tival, Place de la réunion et Place du Village)
- Cité Jardin (1925)
- Croix-Marie
- Dahlia
- Davério (1955)
- Eselacker, site lieudit de l'ancienne décharge d’ordures ménagères gérée entre 1959 et 1974 par la ville de Mulhouse.
- Fernand Anna (partagé entre Wittenheim et Kingersheim)
- Friche industriel Ameco
- Kaligone (zone d'activités commerciales, dans la continuité du Pôle 430 de Wittenheim)
- Strueth
- Tilleul
- Vert-Village
- Village des Enfants (?)

## Histoire
Kingersheim apparaît pour la première fois en 1195 sous la dénomination de Kemingsen et tire son origine d'une légende, concernant un pavillon de chasse érigé probablement dans le centre historique. La chronique de Schoenensteinbach parle de l'état des paroisses de Wittenheim et Kingersheim au cours des XIe et XIIe siècles. Cette chronique relate qu'en l'an 1199, l'évêque Lüthold de Bâle, ordonne que la chapelle de Kingersheim soit rattachée à la paroisse de Wittenheim. En 1202, le pape Innocent III, confirma les lettres d'ordonnance des deux évêques. En 1216, l'abbaye de Neuwiller fit don au couvent de Schoenensteinbach d'une relique de saint Adelphe qui fut déposée dans la chapelle de Kingersheim.
Les nobles de Hus Wittenheim en étaient les seigneurs dès le XIVe siècle et, par la suite, leurs successeurs, les nobles d'Andlau. De nombreux titres ou chartes d'investiture ont été rédigés, parmi lesquels le titre de 1351. Il y est écrit que Therry de Hust est investi du quart du château de Wittenheim ainsi que du village de Kingersheim. Le village de Wittenheim constitua jadis dans le régime féodal le corps d'un bourg ayant reçu une charte qui donnait aux seigneurs le droit de régir plusieurs villages entre autres celui de Kingersheim. En 1473, Lazare d'Andlau fut à son tour investi du village de Kingersheim par Pierre de Hagenbach, grand bailli de Charles le Téméraire. Lazare eut de son mariage avec Judith de Ramstein un fils nommé Louis (1474-1509). Chevalier, il fut le fondateur de la branche des Andlau de Kingersheim.
L'autonomie du village apparaît donc à la fin du XVe siècle. Louis d'Andlau de Kingersheim fut le premier des Andlau à construire le château de Kingersheim et à y habiter.
La commune a été décorée, le 11 novembre 1948, de la Croix de guerre 1939-1945.
Sous le maire Eugène Béhé (maire de 1947 à 1971, élu après la Seconde Guerre mondiale), construction du réseau d’eau courante, des écoles du centre, des ateliers municipaux, un bureau de poste et l'hôtel de ville (mairie actuelle). Il a accueilli la visite du général Charles De Gaulle lors de sa tournée en Alsace le 1er août 1948 dans l’ancienne mairie (actuellement le Créa). Un pacte de jumelage avec Hirschau est signé le 14 novembre 1963.
Sous le maire Marius Fischer (maire de 1971-1989), constructions/création du Cosec, de la salle des fêtes, de l'office municipal des sports des arts et de la culture, d'infrastructures scolaires, de la salle polyvalente et de la caserne des pompiers.

### Héraldique
| Blason de Kingersheim | Blason  | D'or au tourteau de gueules chargé d'une croix d'argent. |
| Blason de Kingersheim | Détails | Le statut officiel du blason reste à déterminer.         |

## Jumelages
- Hirschau (quartier de Tübingen) (Allemagne) depuis 1963.

## Politique et administration

### Liste des maires
| Période                                  | Période      | Identité                   | Étiquette           | Qualité |
| ---------------------------------------- | ------------ | -------------------------- | ------------------- | --- |
| Les données manquantes sont à compléter. |              |                            |                     | |
| ?                                        | ?            | Alfred Helfer              |                     | |
| ?                                        | ?            | Jacques Kohler             |                     | |
| ?                                        | ?            | Joseph Kauffmann           |                     | |
| ?                                        | ?            | Victor Kuntz               |                     | |
| ?                                        | ?            | Auguste Higy               |                     | |
| ?                                        | ?            | Victor Kuntz               |                     | |
| ?                                        | ?            | Eugène Margot              |                     | |
| octobre 1947                             | mars 1971    | Eugène Béhé (1910-1977)    |                     | Exploitant fromager |
| mars 1971                                | mars 1989    | Marius Fischer (1926-1995) | RPR                 | Ancien président du Crédit mutuel de Kingersheim |
| mars 1989                                | juillet 2020 | Jo Spiegel (1951- )        | PS puis DVG puis PP | Professeur d'EPS retraité Conseiller régional d'Alsace (1986 → 1998) Conseiller général de Wittenheim (1988 → 2015) Président de la CC du Bassin Potassique Président de la CA Mulhouse Sud-Alsace (2005 → 2009) |
| juillet 2020                             | En cours     | Laurent Riche (1964- )     | DVG                 | Cadre supérieur dans les télécommunications Adjoint au maire (2001 → 2020) Vice-président de Mulhouse Alsace Agglomération (2017 → )                                                                             |

### Démocratie participative
Jo Spiegel met en place à Kingersheim des conseils participatifs pour les grandes décisions de la commune, composés à 40 % de volontaires, 20 % de concernés et 40 % de tirés au sort. Les membres reçoivent une formation préalable et les élus sont là plus en tant qu'animateurs que décideurs. En 2016, 40 conseils participatifs avaient en 10 ans réuni 700 participants. Chaque conseil réunit un maximum de 50 personnes. Des professionnels du débat public aident à faire émerger la parole de ceux qui n’osent pas la prendre.

### Budget et fiscalité 2015
En 2015, le budget de la commune était constitué ainsi :
- total des produits de fonctionnement : 12 724 000 €, soit 962 € par habitant ;
- total des charges de fonctionnement : 12 623 000 €, soit 954 € par habitant ;
- total des ressources d’investissement : 4 825 000 €, soit 365 € par habitant ;
- total des emplois d’investissement : 4 894 000 €, soit 370 € par habitant ;
- endettement : 15 936 000 €, soit 1 205 € par habitant.

Avec les taux de fiscalité suivants :
- taxe d’habitation : 13,44 % ;
- taxe foncière sur les propriétés bâties : 19,04 % ;
- taxe foncière sur les propriétés non bâties : 67,11 % ;
- taxe additionnelle à la taxe foncière sur les propriétés non bâties : 0,00 % ;
- cotisation foncière des entreprises : 0,00 %.

### Projets de la municipalité actuelle
- Réalisation d'une structure Périscolaire maternelle à l'école du Centre.
- Création d’une maison des préventions avec la Police Municipale, le conciliateur de justice et les services de sécurité ou de justice.
- Maison de l’engagement : réhabilitation / mise aux normes de locaux (Foyer Saint-Adelphe) pour les associations et les acteurs de l’engagement, avec:

> Création d’un pôle d'échanges et de partage.
> Création d’un ”Centre ressources” Vélo pour les habitants.
- Rénovation COSEC (principalement réfection de la toiture et de l'isolation).
- Développement des Énergies Renouvelables (EnR) par le photovoltaique: après la centrale photovoltaique de la Salle Polyvalente, mise en service de celle de l'école du Centre, réalisation d'une nouvelle centrale au COSEC et ferme photovoltaique sur l'ancienne décharge du Eselacker.

## Démographie
L'évolution du nombre d'habitants est connue à travers les recensements de la population effectués dans la commune depuis 1793. Pour les communes de plus de 10 000 habitants les recensements ont lieu chaque année à la suite d'une enquête par sondage auprès d'un échantillon d'adresses représentant 8 % de leurs logements, contrairement aux autres communes qui ont un recensement réel tous les cinq ans,.

En 2022, la commune comptait 13 265 habitants, en évolution de +0,87 % par rapport à 2016 (Haut-Rhin : +0,66 %, France hors Mayotte : +2,11 %).
| 1793 | 1800 | 1806 | 1821 | 1831 | 1836 | 1841 | 1846 | 1851 |
| ---- | ---- | ---- | ---- | ---- | ---- | ---- | ---- | ---- |
| 280  | 281  | 384  | 426  | 443  | 595  | 628  | 610  | 594  |

| 1856 | 1861 | 1866 | 1871 | 1875 | 1880 | 1885 | 1890 | 1895 |
| ---- | ---- | ---- | ---- | ---- | ---- | ---- | ---- | ---- |
| 676  | 718  | 720  | 708  | 667  | 673  | 719  | 728  | 750  |

| 1900 | 1905 | 1910 | 1921 | 1926  | 1931  | 1936  | 1946  | 1954  |
| ---- | ---- | ---- | ---- | ----- | ----- | ----- | ----- | ----- |
| 811  | 846  | 868  | 911  | 1 358 | 2 711 | 3 186 | 2 798 | 3 637 |

| 1962  | 1968  | 1975  | 1982  | 1990   | 1999   | 2006   | 2011   | 2016   |
| ----- | ----- | ----- | ----- | ------ | ------ | ------ | ------ | ------ |
| 5 607 | 5 920 | 7 928 | 9 655 | 11 258 | 11 961 | 13 154 | 12 955 | 13 151 |

| 2021   | 2022   | - | - | - | - | - | - | - |
| ------ | ------ | - | - | - | - | - | - | - |
| 13 178 | 13 265 | - | - | - | - | - | - | - |

## Vie Locale

### Accès et transports

#### Bus
La commune est reliée au réseau de bus de l'agglomération de Mulhouse exploité par l'entreprise Soléa.
Plusieurs lignes de bus traversent la commune, permettant notamment de rejoindre Mulhouse:
- La ligne « Chrono » C4 (Wittenheim (arrêt Sainte-Barbe) ↔ Mulhouse (arrêt Châtaignier); passe par Kingersheim) qui permet de rejoindre la ligne 1 du tramway (Kingersheim Châtaignier - Gare centrale de Mulhouse).
- La ligne principale 8 (desservant Lutterbach, Pfastatt, Mulhouse, Kingersheim et Wittenheim)
- La ligne principale 9 (desservant Rixheim, Illzach, Mulhouse et Kingersheim)
- La ligne interurbaine 54 (desservant Bollwiller, Feldkirch, Staffelfelden, Pulversheim, Wittenheim, Kingersheim et Mulhouse).
  - Les lignes suburbaines du réseau, en réalité constituées de lignes régionales en intégration tarifaire, desservent les zones les plus éloignées de l'agglomération.
- Tribus est le nom du réseau de bus scolaire de l'agglomération mulhousienne[33]. Ces lignes circulent les jours de cours aux heures de début et de fin de cours et desservent de multiples collèges et lycées de l'agglomération. Des lignes de tribus passant par Kingersheim permettent des trajets vers les lycées Lambert et Lavoisier de Mulhouse. Voir les horaires et les arrêts desservis sur le site de Soléa.

#### Vélos
- Aménagements:
  - Piste cyclable bidirectionnelle Claude Debussy
  - Bande cyclable sur le Faubourg de Mulhouse (avec voies de bus partagées)
- Station de réparations en libre-service près de la place de la Réunion à côté de l'épicerie Les Sheds (station de gonflage intégrée, outils principaux d’entretien: 2 démonte-pneus, clefs hexagonales, tournevis, clefs plates, clefs Allen...).
- Arceaux / abris pour vélos disponibles devant:
  - service public: la mairie, la médiathèque municipale, police municipale, la poste
  - médicale: orthodontiste Naegelen, pharmacie Grim-stoffel
  - commerces: bureau tabac Le Jackpot, Coiffeuse-Barbière Absolu'Tifs, E.Leclerc, LIDL, à proximité du Tabac Presse Réunion
- Conseil Participatif Vélo
- Projets possibles:
  - Création d’un ”Centre ressources” Vélo pour les habitants.

### Culture
- Le Festival MOMIX de Kingersheim, festival international jeune public présentant des spectacles dans la région mulhousienne, existe depuis 1992. C'est une initiative du CRÉA possédant le label «Scène Conventionnée Jeune Public», depuis 2006 (label accordé par le Ministère de la Culture et de la Communication).
- « Cabine téléphonique recyclée en cabine à livres (un "troc’livres"). Elle a été installée été 2015 au parK des Gravières et transférée sur la place du Village fin mars 2021. La « Kabine à livres » (nom donnée par la mairie) a été remise en état et recoloré en jaune, bleu, rouge et noire. C'est un clin d’œil aux œuvres du peintre Piet Mondrian; ainsi, la cabine a été renommée « la Kabine des Mondes Riants »[34].

### Énergies

#### Eau
- Distribution de l'eau du robinet gérée par la ville de Mulhouse depuis ~2020.

#### Électricité
- Lampadaires LEDs.
- Centrales photovoltaïques (2); installées par la coopérative Énergies Partagées en Alsace (EPA)[35], financées en partie par des citoyens via adhésion à la coopérative (une part de la coopérative = 103 €)
  - Panneaux photovoltaïques (~550 m2) sur la toiture de la salle polyvalente Pierre de Coubertin. Opérationnelle depuis le 1er août 2018. Puissance de 100 kWc. Alimente le quartier. Panneaux fabriqués sur Dinsheim-sur-Bruche, dans le Bas-Rhin.
  - Panneaux photovoltaïques (~550 m2, exposés au sud) sur la toiture de l'école du Centre Charles Perrault. Avec ombrières de toiture pour le premier étage et une rangée de panneaux photovoltaïques en ombrières pour le rez-de-chaussée.
  - Projet d'installation d'un champ photovoltaïque d’une surface de 7,5 hectares sur le site de l’Eselacker, l'ancienne décharge d’ordures ménagères gérée entre 1959 et 1974 par la ville de Mulhouse. Possible installation après dépollution du site.

### Équipements de santé
- Laboratoire d'analyse médicale
- Médecins généralistes:
  - Maison Médicale de Kingersheim, à proximité de la pharmacie Grim-stoffel, au 73A Faubourg de Mulhouse (5): 
    1. Dr FORSTER Gilbert
    2. Dr FRANÇOIS Aline
    3. Dr LE Eugénie
    4. Dr RAMDANI Saïd
    5. Dr SCHLEGEL Pierre-Paul

  - À proximité de la pharmacie de la Croix Marie, 2 Rue de l'Entente (2):
    - Dr BENSAFI Ryad Boumediene
    - Dr KOUNI Nabil
- Opticiens: La Boutique de l'Optique, Optical Center, Tival Optique
- Pharmacies: 
  - Pharmacie Croix-Marie - 62 Fbg de Mulhouse
  - Pharmacie Grim-stoffel (Centre) - 73 Fbg de Mulhouse
  - Pharmacie de la Strueth - 33 Rue de Guebwiller
- Magasins de compléments alimentaires et vitamines: Nutri Body Store

### Enseignement
La ville de Kingersheim est rattachée à l'Académie de Strasbourg.
Kingersheim a un collège public d'enseignement secondaire, le collège Émile Zola.
Kingersheim compte aussi huit écoles primaires : trois écoles élémentaires (écoles du Centre, de la Strueth et du Village des enfants) et cinq écoles maternelles (maternelles La Croix-Marie, Louise Michel, des Perdrix, des Tilleuls, du Village des enfants). La plupart de ces écoles primaires proposent aussi un accueil périscolaire.

### Sport
- Arts martiaux:
  - ASD2K - Association Self Défense Krav Kingersheim: Self defense
  - Aïkido-Club de Kingersheim (ACK): aïkido
  - Kingersheim Club Boxe Anglaise (KCBA): boxe anglaise
  - Judo Jujitsu Club de Kingersheim: judo, judo Ne-Waza, ju-jitsu, taïso
  - Karaté-Do Kingersheim: karaté
  - Schmitz Fighting Team Kingersheim (SFTK): boxe thaï, grappling, jiu-jitsu brésilien, MMA (Mixed Martial Arts: arts martiaux mixes; combat complet), sambo, taekwondo)
  - Shaolin Young Chun: kung fu
- Athlétisme: Athlétisme Club Illzach-Kingersheim (ACIK)
- Basket-ball : Basket-ball Club Kingersheim (BCK)
  - Homme : Départementale Masculine Seniors Division 2 (DM2) et DM4 (2 équipes seniors)
  - Femme : Départementale Féminine Seniors Division 2 (DF2)
- Cyclisme: Cyclo-Club de de Kingersheim (CCK), à la Maison du Foot et du Vélo
- Football et Futsal : Football Club Kingersheim (FCK)
  - Homme: Football (District 1 et District 5), Futsal (Futsal D1 et District Futsal 2)
- Gymnastique: Indépendante de gymnastique de Kingersheim
- Handball :
  - Femme: Entente Mulhouse/Kingersheim (Nationale 2 et Prénationale) (anciennement HBCK Handball Club de Kingersheim)
- Tennis : Tennis-Club de Kingersheim (TCK)
- Tennis de table: Club Pongiste de Kingersheim
- Volley-ball : Volley-ball Club de Kingersheim (VBCK / VBC Kingersheim)
  - Homme: Nationale 3M et Départemental 1 Masculin
  - Femme: Prénationale Féminine et Régionale Féminine

## Lieux et monuments
- Cimetières (2):
  - Cimetière Nord.
  - Cimetière Sud.
- Lieux de cultes
  - Églises (2):

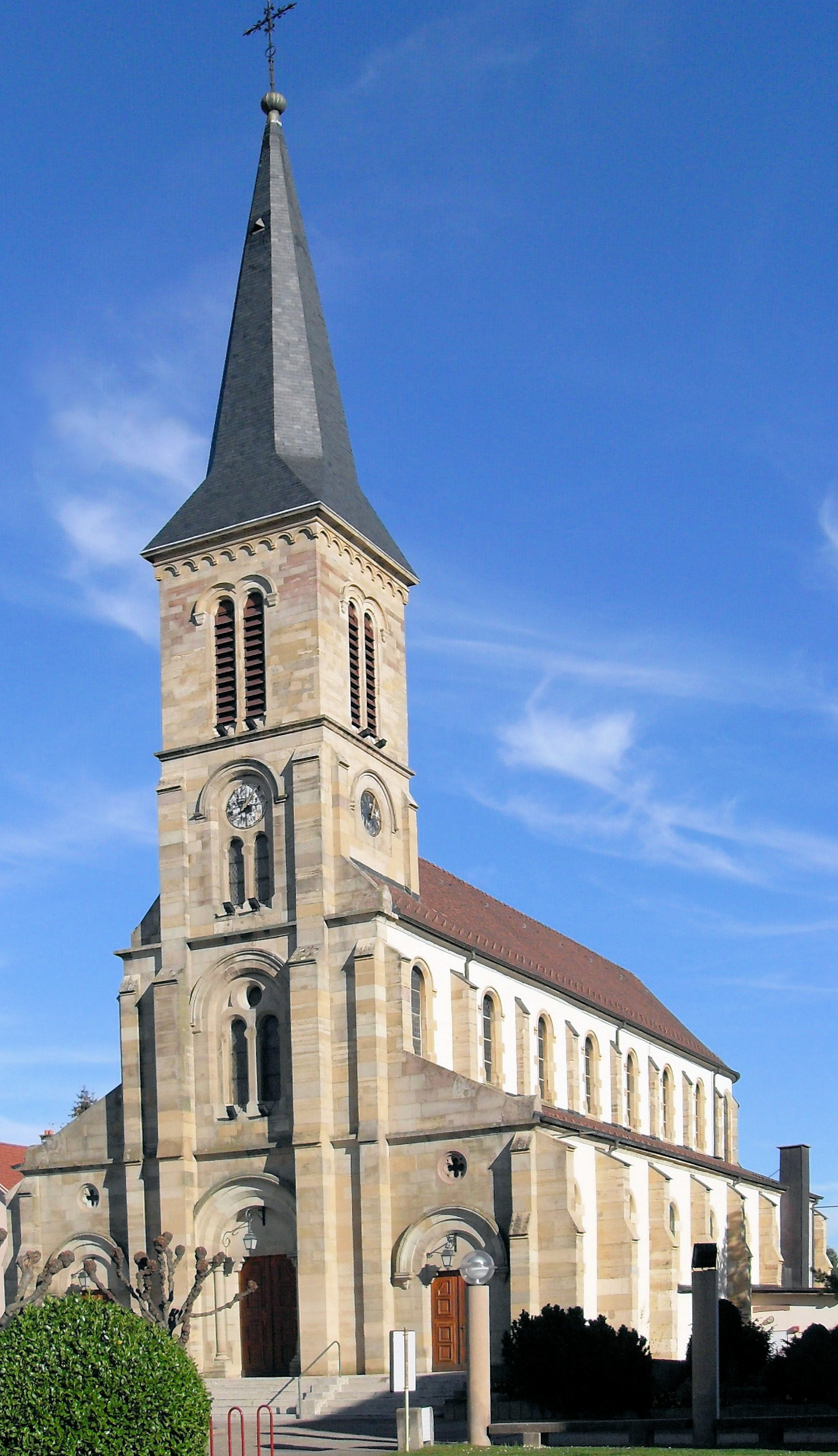
Saint-Adelphe.

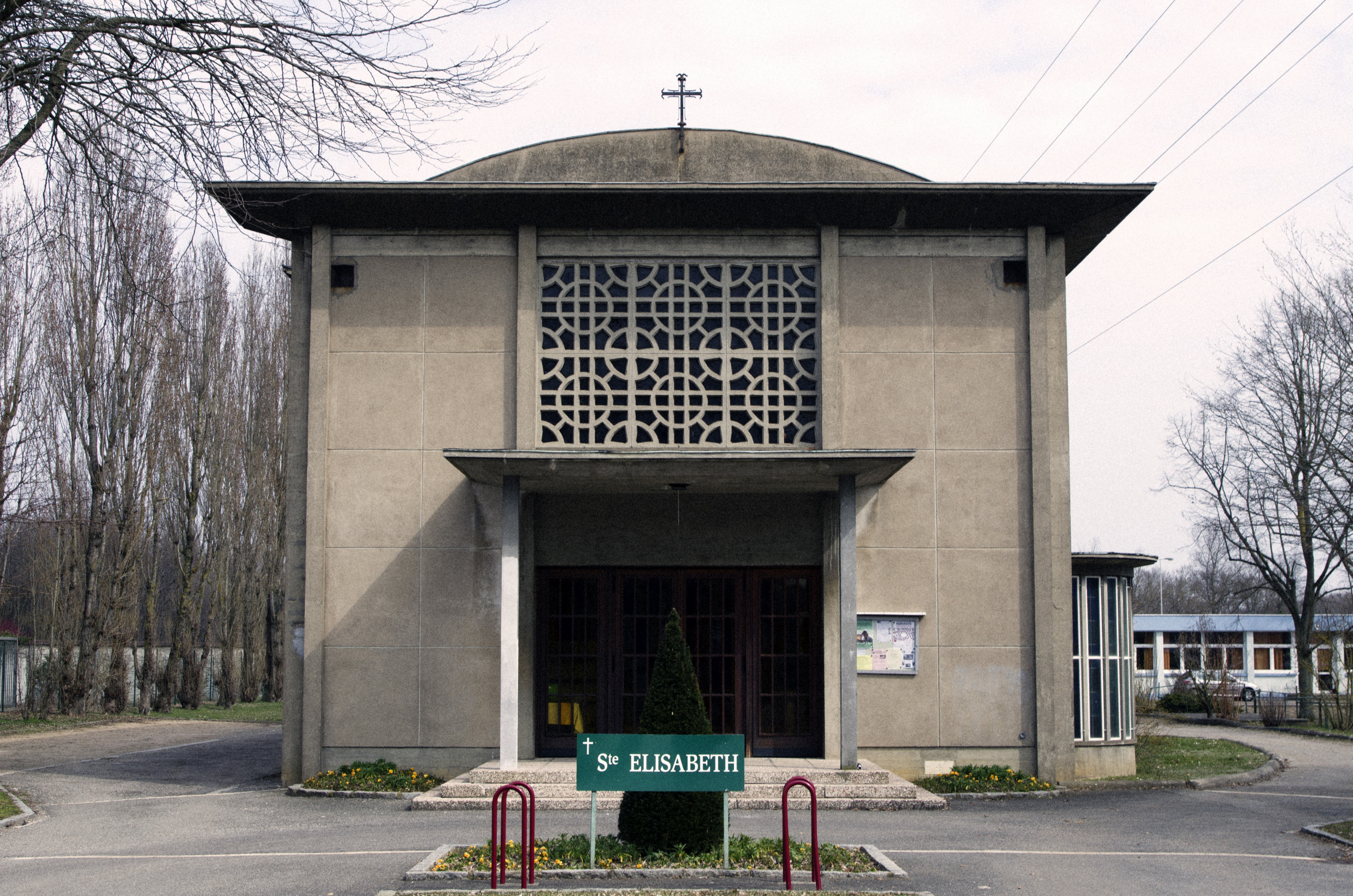
Sainte-Élisabeth.

    - L'église paroissiale Saint-Adelphe[36] (architecte: Jean-Baptiste Schacre) et son orgue[37].
    - L'église Sainte-Élisabeth.

  - Mosquée
  - Temple bouddhiste khmer
- Château d'Andlau, usine d'impression sur étoffes[38]. Maintenant le bâtiment de la police municipale (?).
- Bornes portant le blason de la famille d'Andlau, seigneurs du village de 1419 à 1789[39].
- Croix monumentales[40],[41].
- Monuments commémoratifs[42].
- Sculptures de Maurice Munck (a vécu à Kingersheim): monument aux Morts de la rue de Hirschau et statue de la Vierge et l’Enfant (« La mère et les enfants ») située devant l’école du Centre.
- Places:
  - Place de la Libération
  - Place Maurice-Munck: place publique devant les écoles du centre où se situe une des sculptures faites par Maurice Munck
  - Place de la Réunion
  - Place du village

Administratif / Service public / autres initiatives de la ville
- Caserne de pompiers
- Déchetterie
- Epicerie solidaires L'Envol
- Epicerie Les Sheds
- La Poste (en manque d'effectifs donc souvent fermée; relais La Poste au Tabac Le Jackpot) - 8 Rue du Stade
- Mairie / hôtel de ville
- Maison de la Citoyenneté (ancienne ferme Schurch)
- Place du village (depuis 2020)
- Police municipale

Equipements communaux: sports, espaces de loisirs en plein air...
- Foyer Saint-Adelphe
- Maison bleue (devient la "Maison des Artistes", une hébergement pour artistes de passage à partir de 2022)
- Maison du foot et du vélo
- Salle des fêtes "le Hangar"
- Salle de réunion Fernand Anna
- Salles polyvalentes / de sport : Cité jardin (1978), Fernand Anna, Gounod, Strueth, Village des enfants
- Stades : COSEC, Pierre de Coubertin, Fernand Anna, Plaine de foot et de loisirs
- Parc des Gravières (2015)
- Station de réparations en libre-service près de la place de la Réunion (station de gonflage intégrée, outils principaux d’entretien: 2 démonte-pneus, clefs hexagonales, tournevis, clefs plates, clefs Allen...)

Espaces verts
- Forêts. Une portion de la Forêt communale de Kingersheim fait partie de la Forêt du Nonnenbruch, qui est classée "Forêt de protection". La gestion de la forêt communale de Kingersheim, régie par le Code Forestier, est assurée conjointement par la Ville et l’Office National des Forêts (ONF). La forêt communale de Kingersheim s'étend sur 2 communes (superficie d'environ 85 hectares en tout: 40,34 ha sur Kingersheim et 45,19 ha sur Richwiller). Le droit de chasse s'exerce uniquement sur la partie située sur le ban communal de Richwiller. Essences d'arbres de la forêt communale: des chênes (chêne pédonculé et chêne sessile), des charmes, des frênes et d'autres feuillus; très petite part de pin sylvestre[43].
  - Canton Roedlé (dans le poumon vert)
  - Canton Kleinfeld (dans le poumon vert)
  - Canton Pferdeallmend
  - Canton Vorwald (extrémité nord-ouest près des étangs Seeboden)
- Espace naturel "Poumon Vert" de 80 ha : Promenade Vita (4,5 km aller/retour), Promenade Verte (1,5 km aller/retour, aux abords du Dollerbaechlein) et Promenade des étangs (3,5 km aller/retour)
- Verger école (Gounod)

Eaux
- Château d'eau
- Le Dollerbaechlein (ruisseau)
- Etangs (la plupart d'anciennes gravières et décharges sauvaged):
  - étang des Bosquets, à la Strueth - possédé par l’association de pêche Les Amis des Bosquets
  - étang communal, rue du Vieil-Armand - géré par l'Amicale des pêcheurs seniors depuis 2022
  - étang de Kingersheim (superficie de 1,5 ha) - possédé par l'AAPPMA « Les Brochets de Mulhouse ». Poissons: brochets, carpes, truites, gardons.
  - étang Legrand, faubourg de Mulhouse à côté de l'Ehpad Les Violettes - possédé par l’AAPPMA de Riedisheim.
  - dans le poumon vert - étang Savonitto (le plus large, en forme de S), étang Nicola, étang communal
  - autres: Communaux, Roses, Seeboden (trois)
- Autres: Bassin du Totenkopf

Culture et salles de loisirs
- Espace Tival (salle de spectacle et de conférence construite en 2000 sur l'ancien site Tival)
- CRÉA (centre de rencontre, d'échange et d'animation) -  fondé en 1989; siégeant dans le bâtiment de l'ancienne mairie-école
- Maison de la musique
- Médiathèque municipale (dans le bâtiment du Créa, au 2e étage)

Associations et clubs
- Conseil Communal de la Vie Associative (CCVA): fédère toutes les associations sociales, culturelles et sportives de Kingersheim, y compris celles déjà regroupées au sein de l'Office Municipal des Sports (OMS)
- LeFALA (Le Faire Avec Les Autres): un fablab
- Office Municipal des Sports (OMS)
- Orchestre musicale Harmonie Concorde
- Société d'Arboriculture de Kingersheim
- Société d'Histoire de Kingersheim
- Sports: aikido, athlétisme, basketball, cyclisme, football, handball, judo, karaté, ping pong, tennis, ...

## Autres
- Le 19 décembre 1996, le père Jean Uhl, 68 ans, curé de la paroisse Saint-Adelphe de Kingersheim, est assassiné dans son presbytère. Son meurtrier, David Oberdorf, fervent de rites sataniques, a tué le prêtre de 33 coups de couteau[44].

## Personnalités liées à la commune
- Daniel Koechlin (1845-1914), peintre, y est mort.
- Ernest Hauger (1873-1948), né à Kingersheim, missionnaire et évêque en Afrique.
- Maurice Munck (1930-2008), artiste sculpteur, y a habité (quartier Davério) et y est mort. Ses œuvres[45] :
  - Pfaffenhoffen: "Les nageuses" et "Deux âges" (place des brasseurs), "Préhistoire" (place de la République).
  - Mulhouse: décoration des écoles maternelles Charles Pranard et Montaigne
  - Riedisheim: décoration du groupe scolaire Bartholdi
  - Quartier Hirschau (jumelage) de Tübingen, Allemagne: relief pour l’Hôtel de ville de Hirschau
  - autres œuvres à Wittenheim, Staffelfelden, Grasse et Nice
- Joseph Spiegel, né le 24 novembre 1951, est un homme politique français.
- Toufik Zerara, footballeur, né à Mulhouse le 3 février 1986, a commencé sa carrière au FC Kingersheim.
- Florian Kohler, joueur de billard, né à Kingersheim le 10 juillet 1988.
- Laura Felpin, comédienne, née à Mulhouse le 26 février 1990 a grandi a Kingersheim.

## Récompenses
- Commune Nature: Niveau 3 libellules en 2021 (1 libellule en 2019).
- Ville Internet : @@@ en 2007 (@@ en 2006).
- Ville fleurie : 2 fleurs. (voir année de récompense)